# Columna de la Victòria

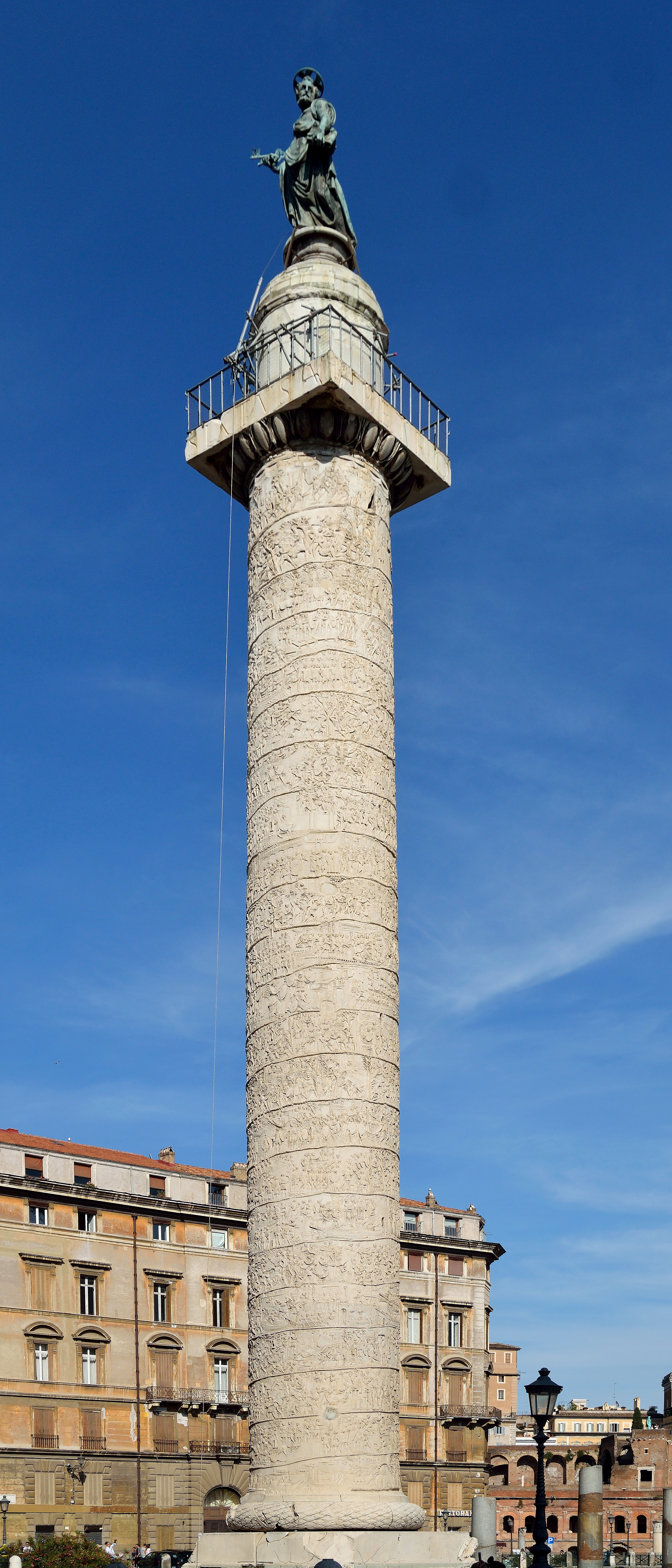
Columna de Trajà a Roma

Una Columna de la Victòria és un monument en forma de columna erigit com a recordatori d'una guerra o batalla guanyada. Les columnes d'honor també es van erigit en honor de generals o polítics amb èxit. Tant la Columna de la Victòria com  la Columna d'Honor ja eren habituals a l'antiguitat romana, per exemple la Columna de Trajà.
La característica principal d'una Columna de la Victòria és el fust de la columna, que normalment s'aixeca sobre un pedestal i una base, que sol estar coronada amb un símbol de la victòria, per exemple la deessa grega de la victòria Nike, la deessa romana de la victòria (Victòria) o un àngel. de pau com el de la Victòria de Samotràcia. Una Germania o una àguila també poden formar el final d'una Columna de la Victòria alemanya.

## Selecció
Entre les més antigues Columnes de la Victòria que es conserven, es poden citar la Columna de Marc Aureli i la Columna de Trajà a Roma. Una visió general dels monuments de columna de l'antiguitat romana es resumeix a la llista de monuments de columnes romanes.
La columna de la Place Vendôme de París també és una columna de la Victòria 
Una Columna de la Victòria famosa a Alemanya és la Columna de la Victòria de Berlín,  a la resta d'Alemanya entre altres columnes menys conegudes es poden citar, per exemple, a Hamburg-Altona, a Hakenberg ( Columna de la Victòria Hakenberg ), i també a Oberhausen i a Siegburg .

### Guerres Napoleòniques

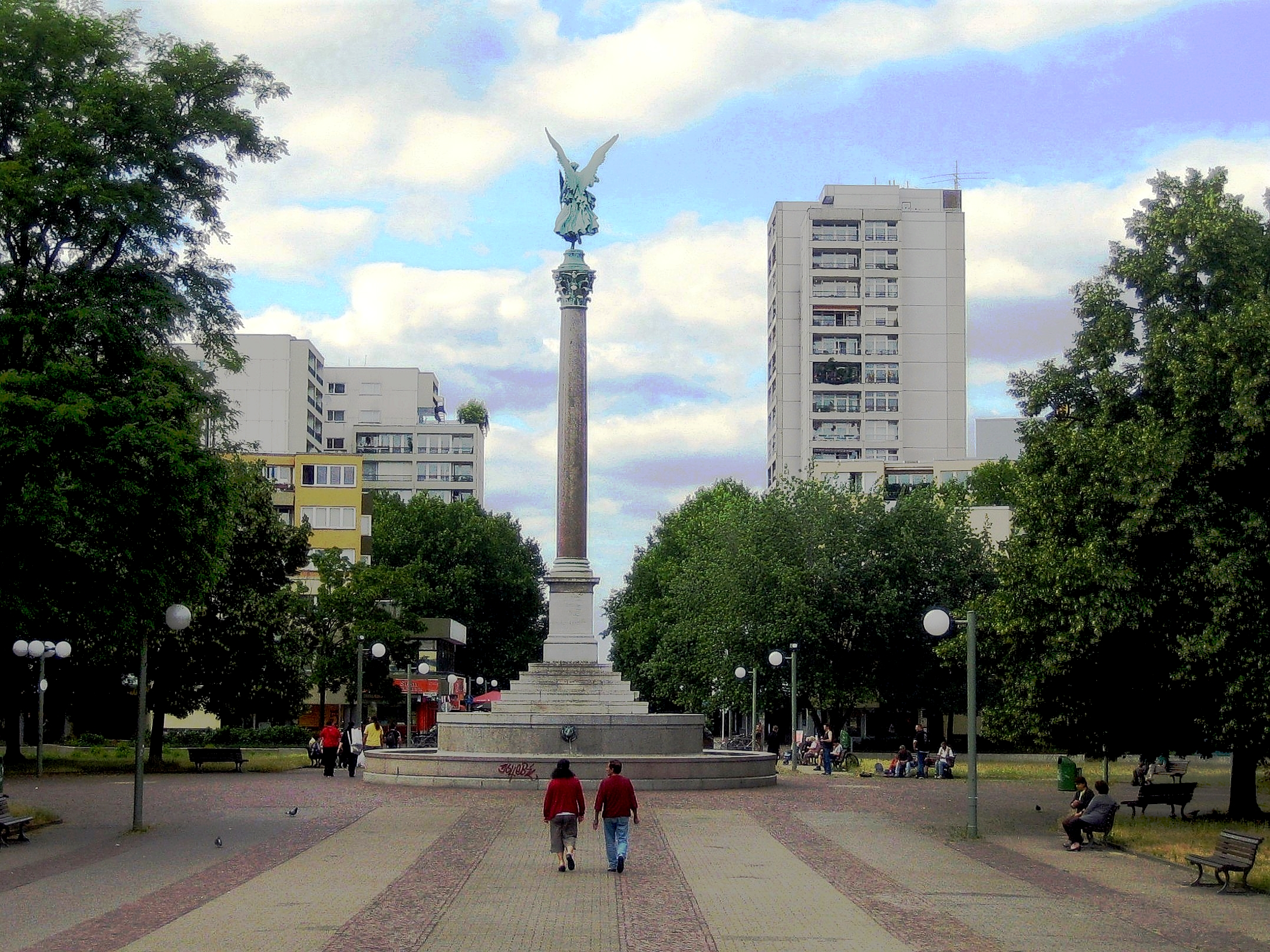
Columna de la Pau de Berlín (1843)
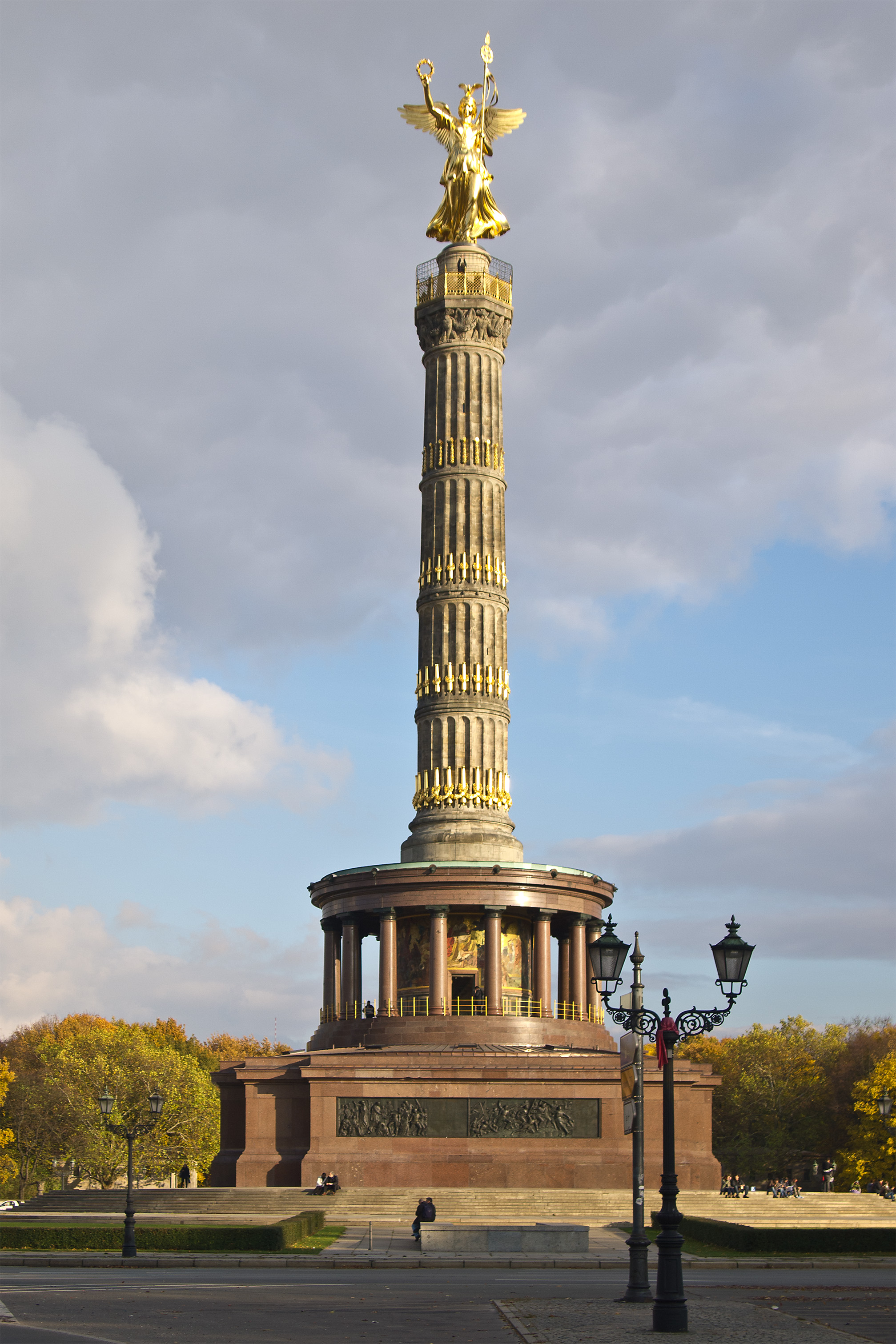
Columna de la Victòria de Berlín (1864–1873)
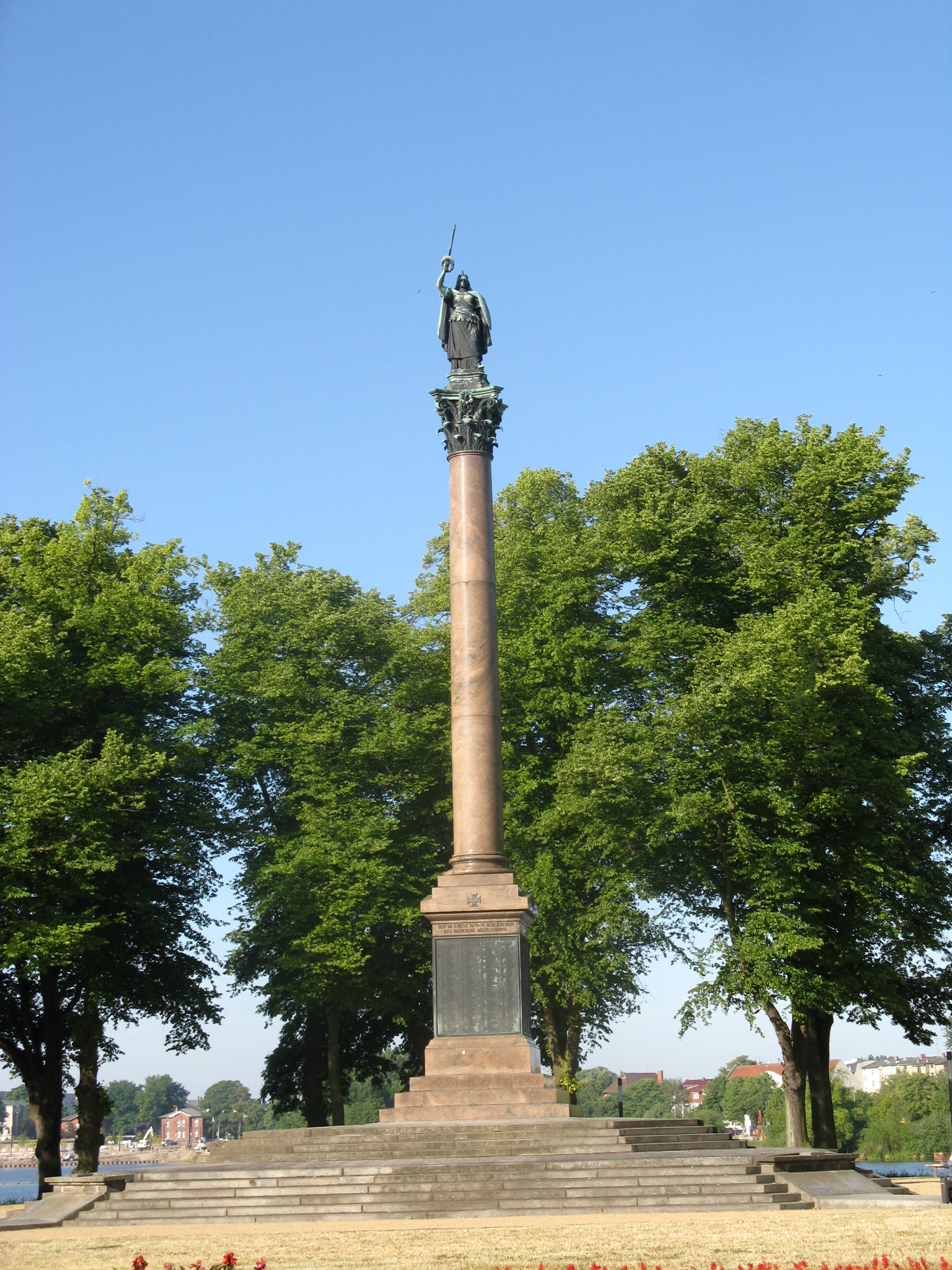
Columna de la victòria de Schwerin (1872–1874)
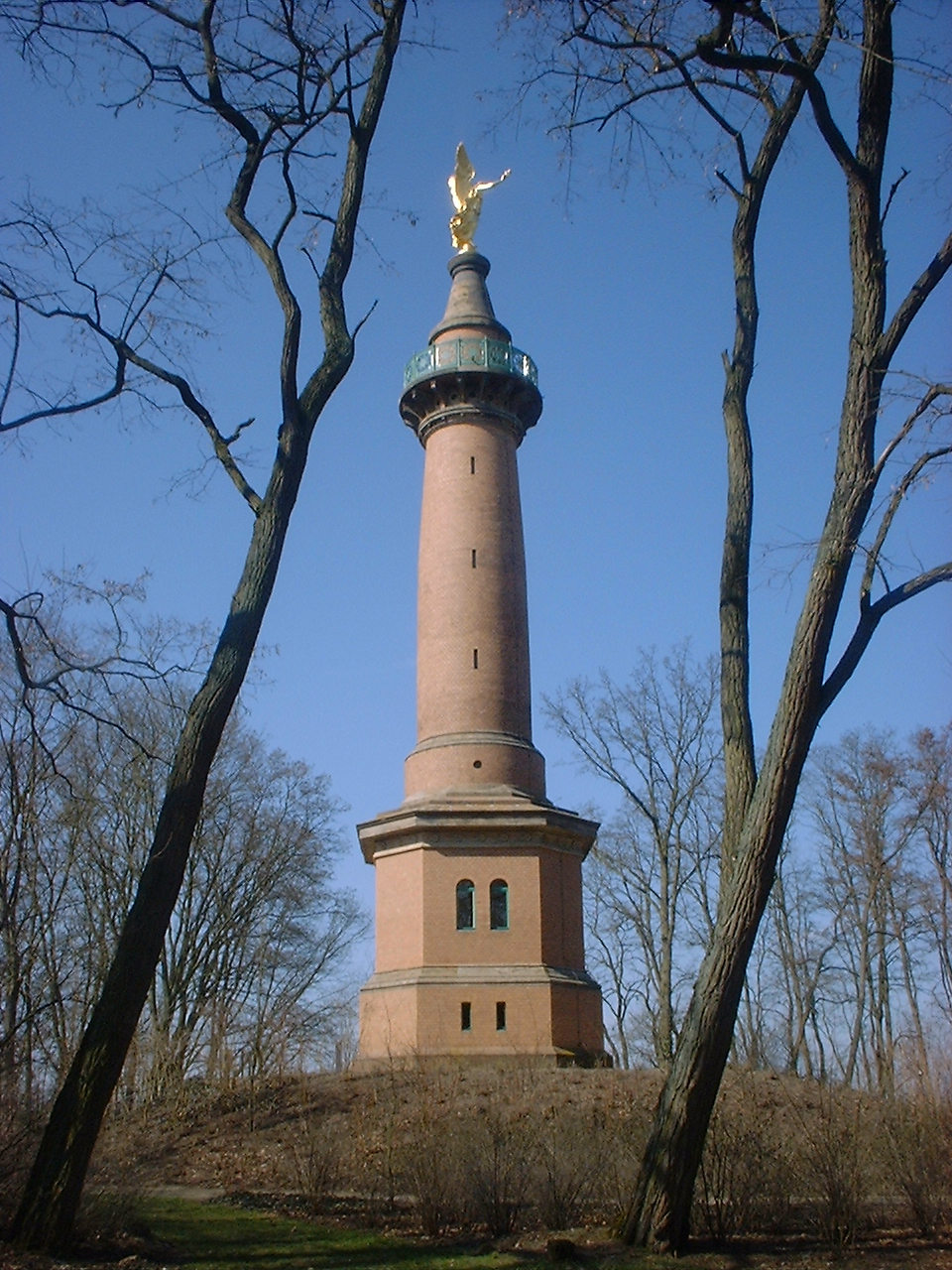
Columna de la victòria de Hakenberg (1875–1879)
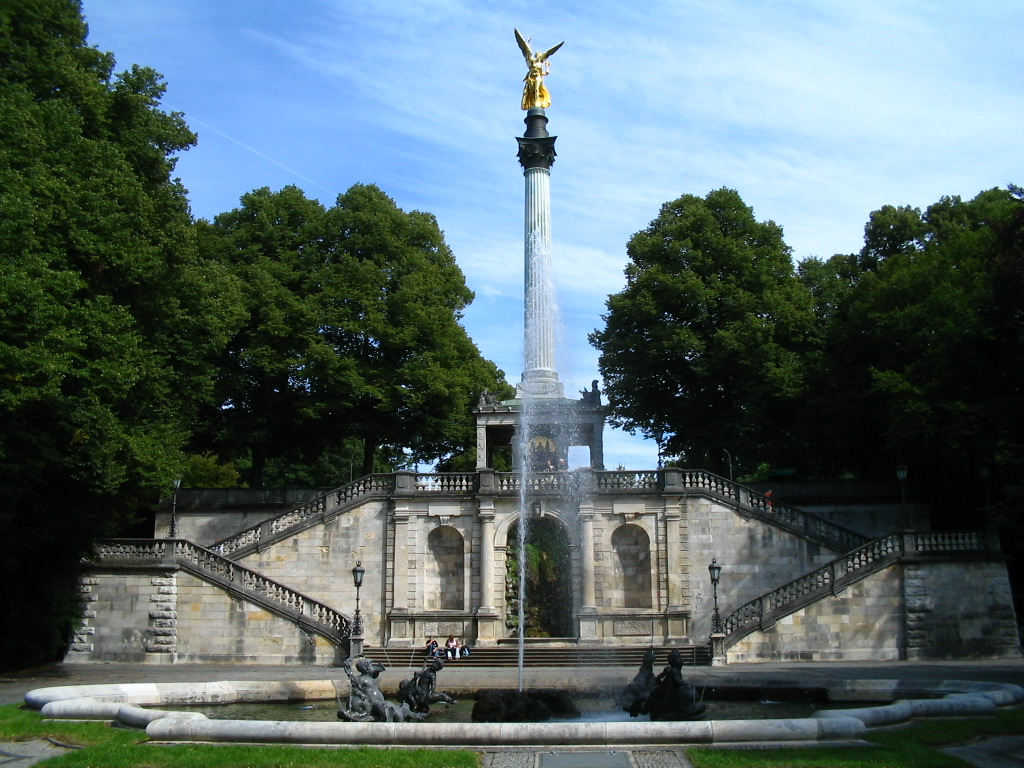
Memorial de la Pau de Munic (1896)

### Guerres d'unificació alemanyes

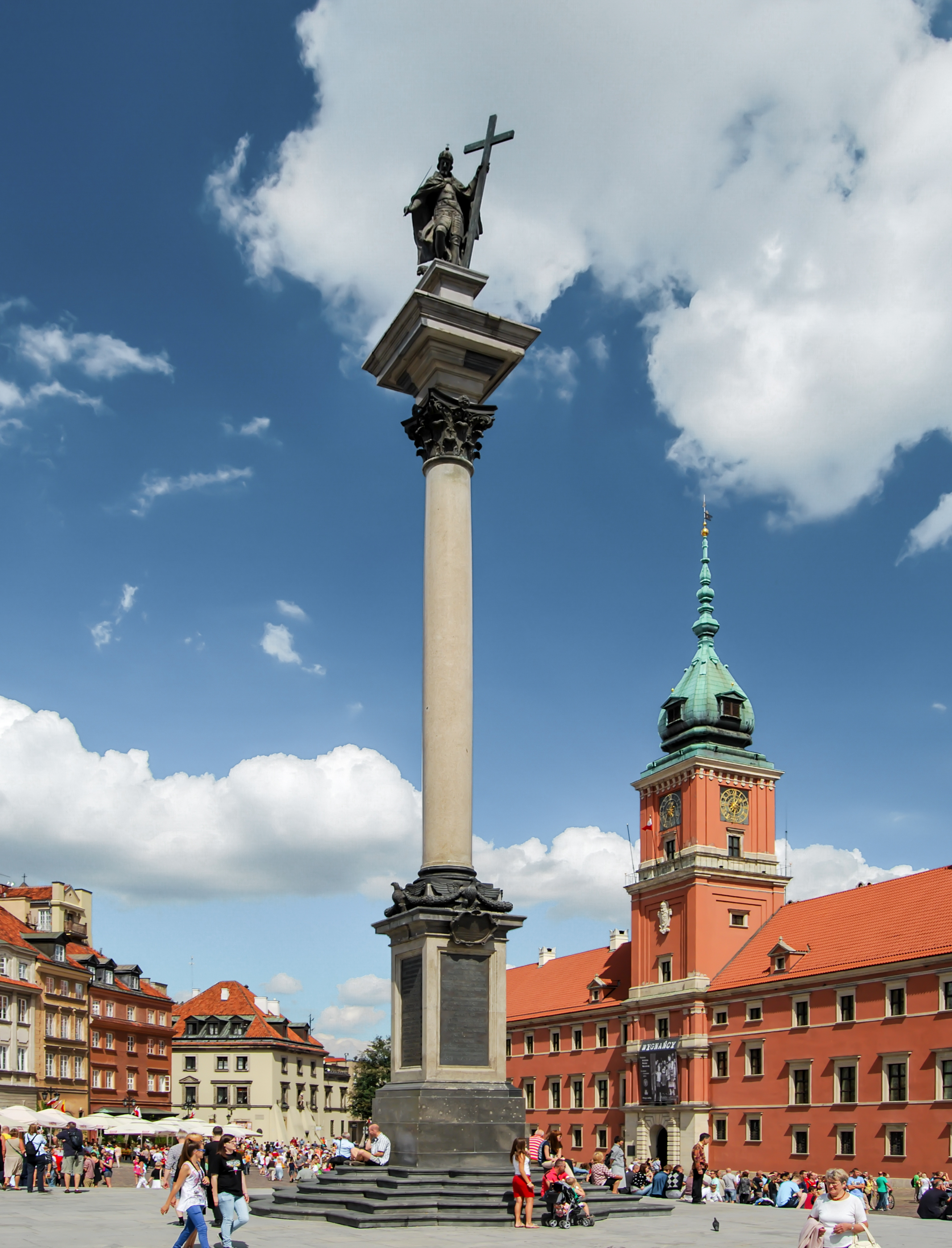
Columna de Segimón a Varsòvia.[5] (1644)
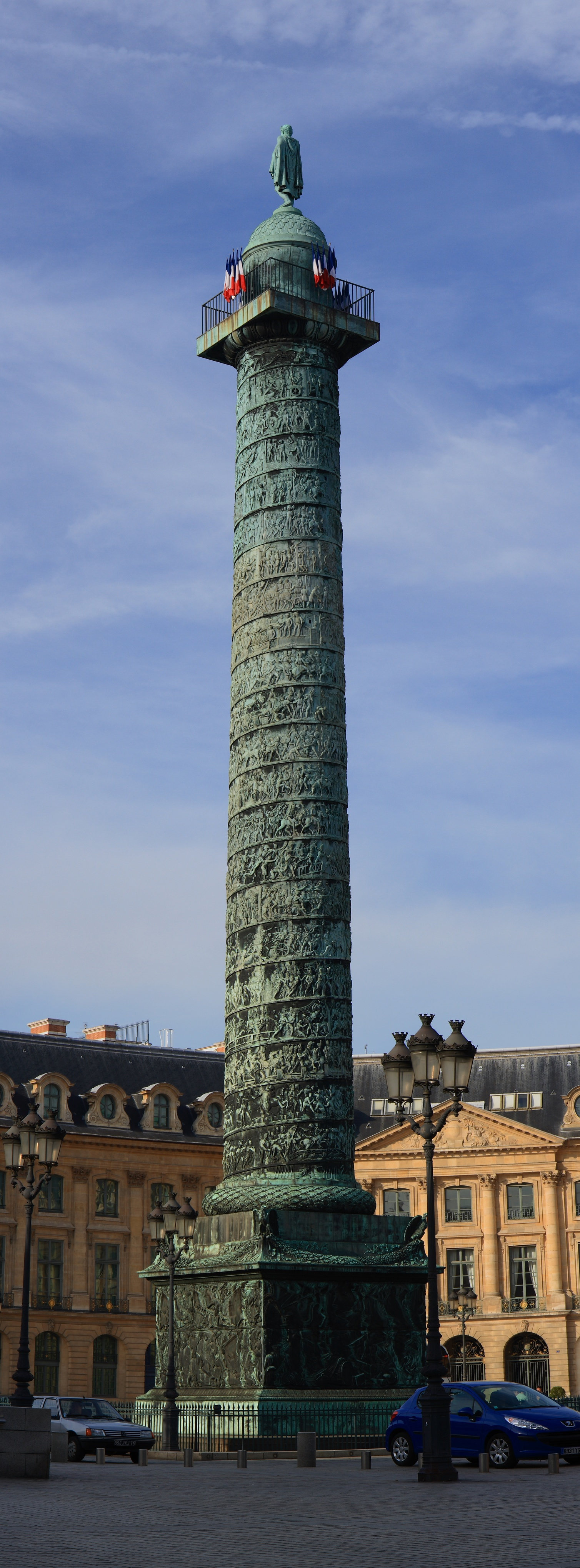
Colonne Vendôme a París (1806–1810)
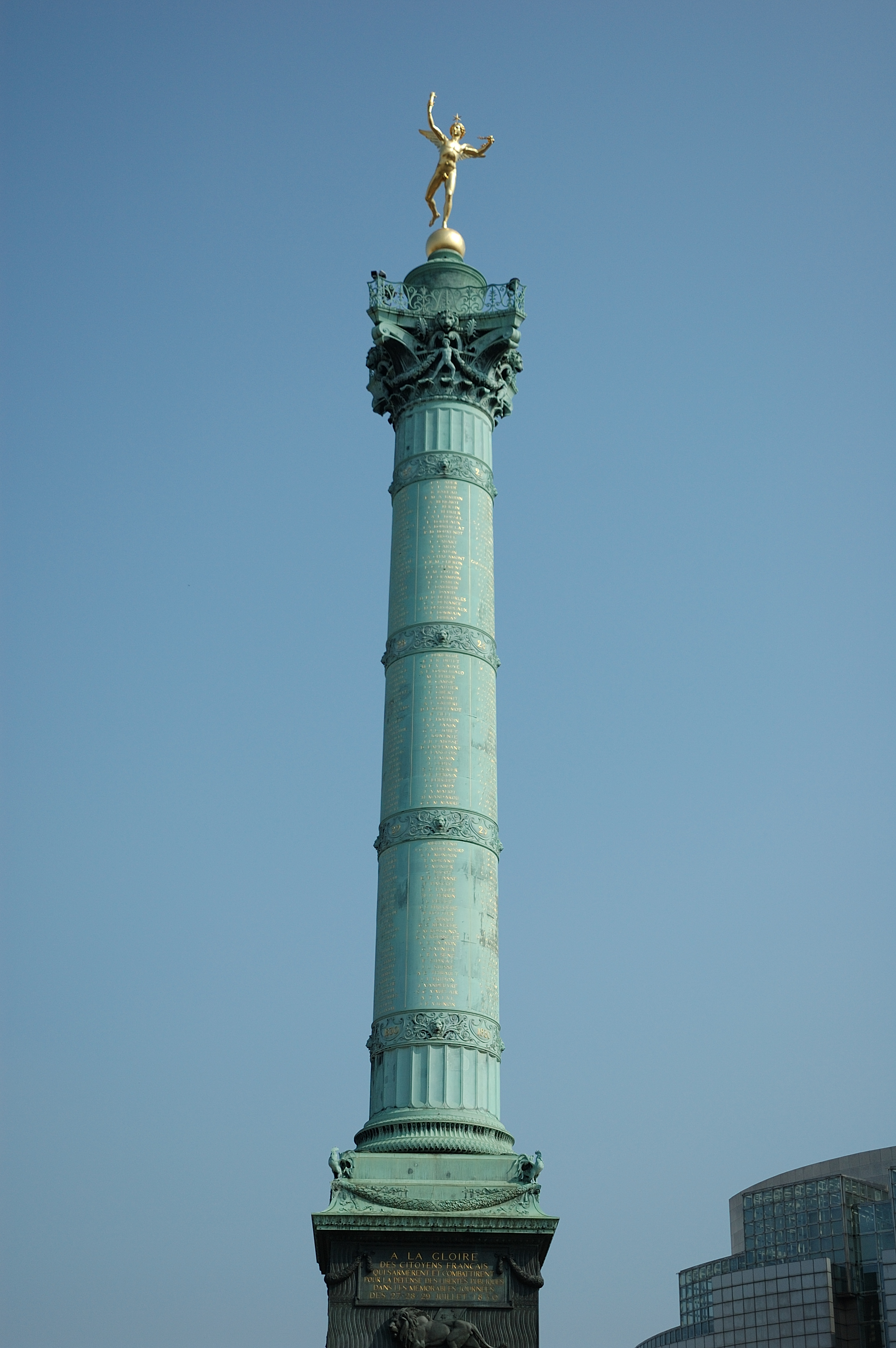
Colonne de Juillet a París (1833–1840)
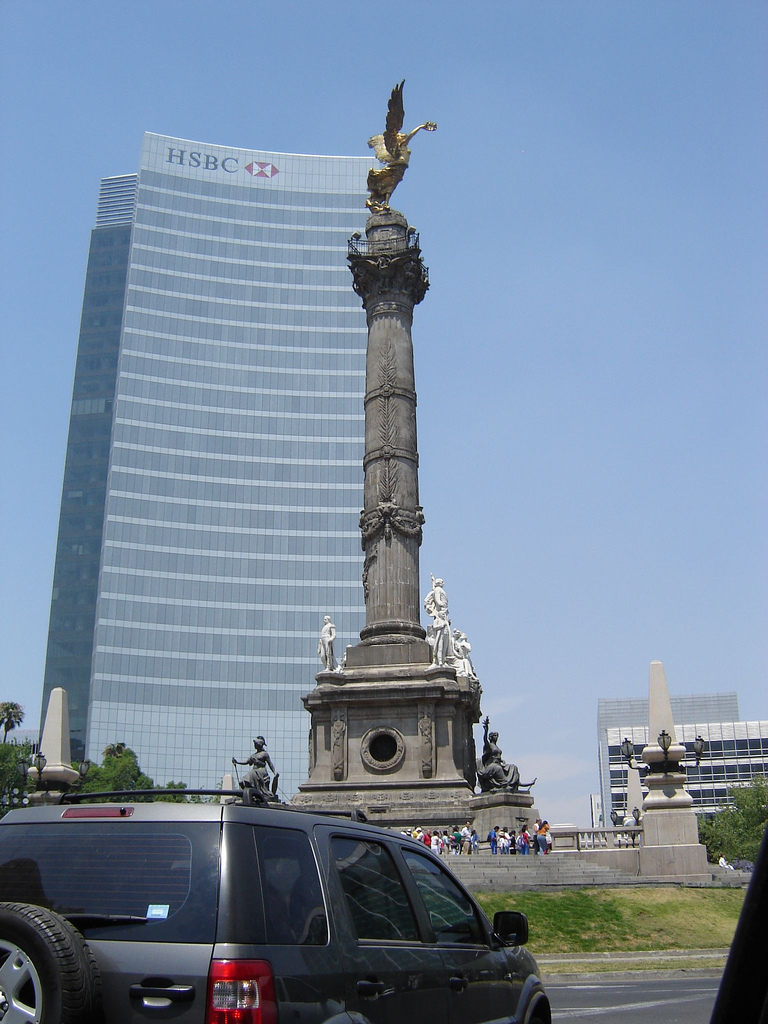
L'Àngel de la Independència a Ciutat de Mèxic (1902–1910)

### Altres països

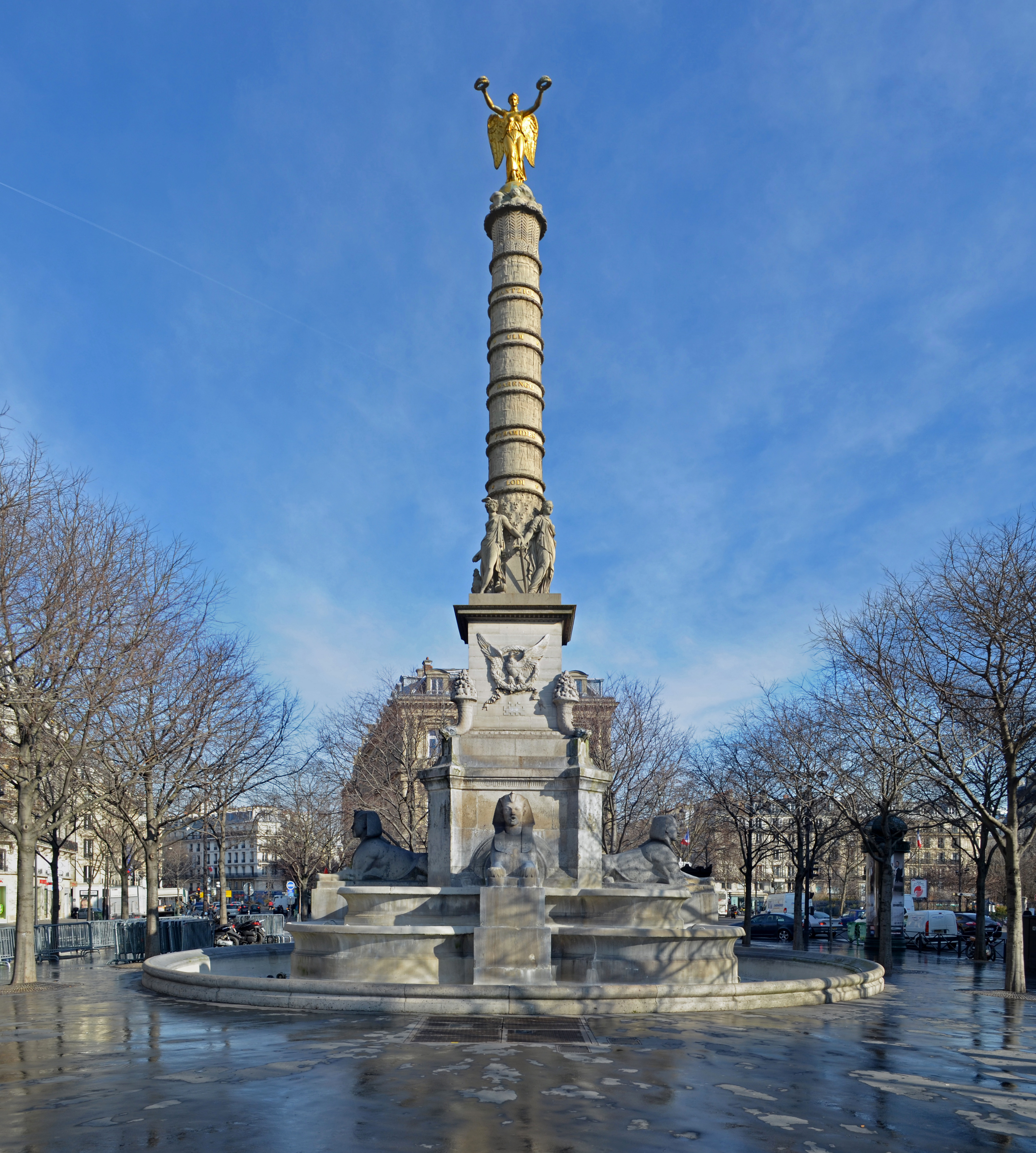
Fontaine du Palmier a París (1808/1858)
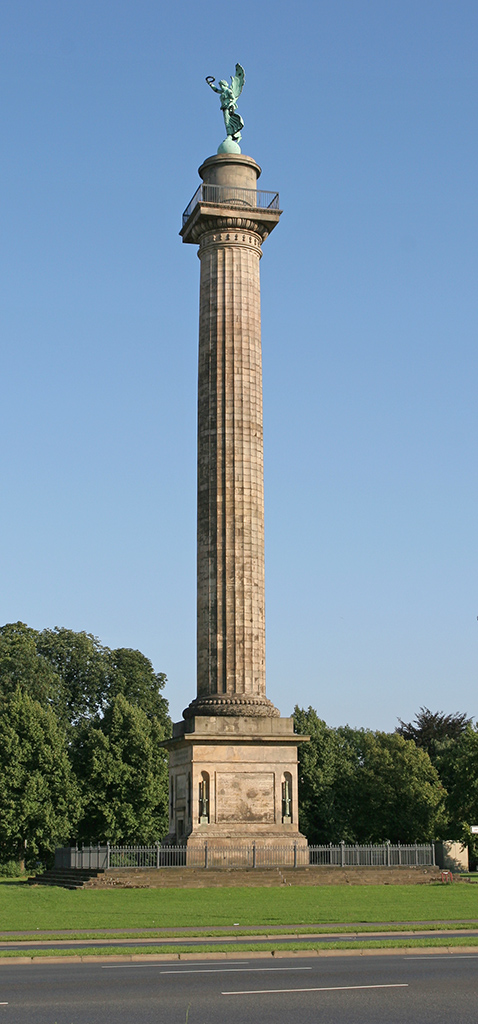
Columna de Waterloo a Hannover (1825–1832)
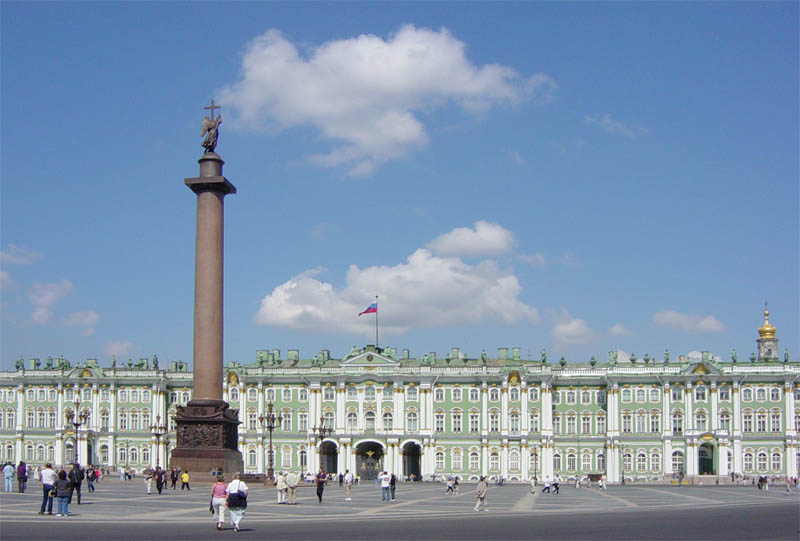
Columna d'Alexandre a Sant Petersburg (1830–1834)
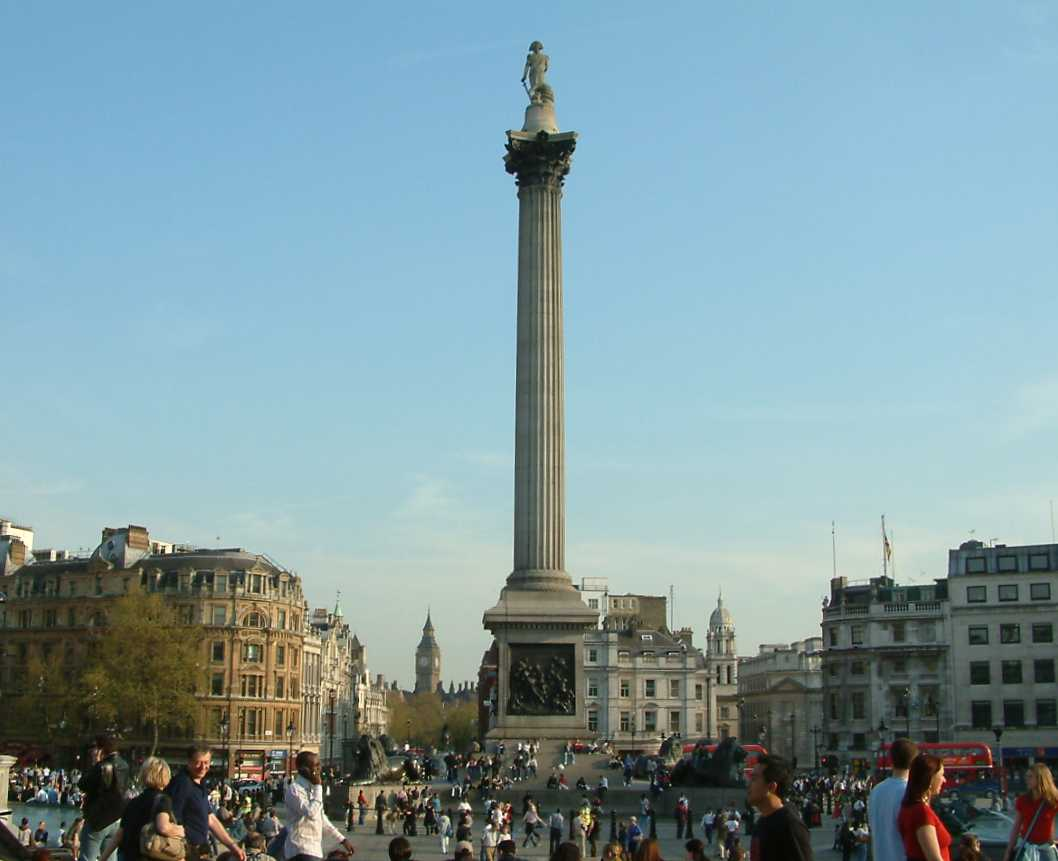
Columna de Nelson a Londres (1838)
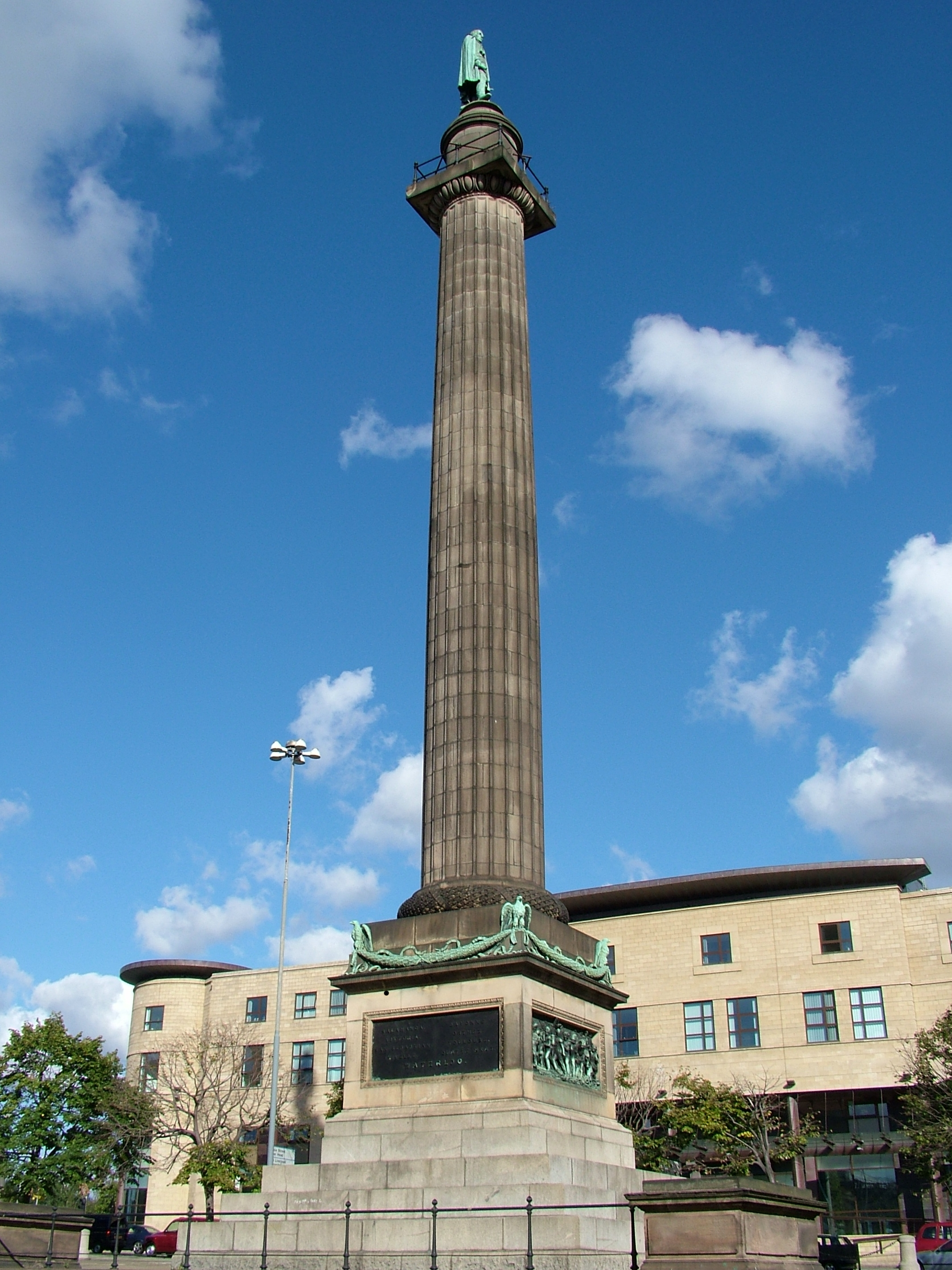
Columna Wellington a Liverpool (1874–1875)

## Columnes d'Honor
Entre les més importants:
- Columna d'Honor (Kronach), dedicada al príncep-bisbe Melcior Otto Voit de Salzburg
- Columna d'honor per a Elias Hügel, castell de Königshof, Kaisersteinbruch, Burgenland
- Columna d'honor per a Elias Hügel, còpia, Gemünden am Main
- Columna d'Honor de l'amistat sino-soviètica, Xina
- Columna d'Honor (Hanau), indicador històric